# Francesco Marerio
Francesco Marerio, o Mareri (... – 1449), è stato un vescovo cattolico italiano.

## Biografia
Nacque a Roma dalla nobile famiglia Mareri, ed era imparentato con il cardinale Pietro Stefaneschi; fu canonico di Santa Maria in Trastevere e fedele a papa Martino V, per il quale lavorò come notaio apostolico.
Venne nominato vescovo di Brescia nel 1419. Tuttavia la sua nomina non fu gradita dai bresciani, che avrebbero preferito un loro concittadino: questa avversione e i suoi molti incarichi politici e diplomatici lo tennero lontano dalla diocesi per lunghi periodi, già dopo un anno dal suo ingresso in città. Nel 1421-1422 invitò a Brescia san Bernardino per introdurre la riforma dei costumi e del clero, e probabilmente anche per avvicinare il vescovo ai suoi fedeli, che non apprezzarono le sue assenze, e pacificare le fazioni cittadine grazie alle parole del predicatore francescano.
Nel 1426 chiese alla Repubblica di Venezia il permesso di costruire il nuovo Palazzo Vescovile di Brescia: la richiesta venne accolta nel 1437, ma il cantiere fu aperto solo nel 1470, durante l'episcopato di Domenico Dominici. Nel 1427 incontrò il cardinale Niccolò Albergati, colui che mediò il passaggio di Brescia dalla signoria viscontea alla repubblica di Venezia a seguito della battaglia di Maclodio; si ritiene che in questa occasione tornò nella sua diocesi, probabilmente con san Bernardino. Si circondò, per ruoli nell'amministrazione della diocesi, anche di persone fidate dell'ambiente bresciano, come l'umanista Bartolomeo Bayguera. Nel corso di questo secondo soggiorno nella propria diocesi, Marerio avviò il percorso di rinnovamento e riforma poi portato avanti dai suoi successori: alcune chiese con i loro benefici furono affidate a nuovi ordini religiosi, come i Serviti (a cui affidò la parrocchia di sant'Alessandro e l'ospedale annesso) e i Canonici di San Giorgio in Alga (con la canonica di San Pietro in Oliveto), e fu imposto un miglioramento della disciplina alle comunità monastiche, nelle quali i costumi erano ormai in decadenza; sottopose i monaci di san Faustino all'abate riformatore Teofilo Michiel e allontanò alcune benedettine dal monastero dei santi Cosma e Damiano. Consolidò le confraternite di flagellanti e disciplinati attraverso la concessione di privilegi. Già nel 1420 iniziò una riforma degli statuti del capitolo della cattedrale; nel 1429 riorganizzò i beni della mensa vescovile. Tentò anche di razionalizzare le entrate economiche dell'episcopato tutelandone i patrimoni.
Nel 1430 Marerio fu nuovamente forzato a lasciare la città per divergenze con i bresciani, ma non gli fu possibile rientrare nella diocesi per via dell'inizio del concilio di Basilea nel 1431: nel corso delle discussioni sulla supremazia del pontefice sui concili, egli si schierò con papa Eugenio IV contro la maggioranza conciliarista, e per questo si pensa fu arrestato e liberato con il pagamento di un riscatto. Nel 1434 fu inviato come ambasciatore dei padri conciliari presso il papa, in esilio a Firenze a causa dell'ostilità dei Colonna. Quindi si diresse a Roma per chiedere il riscatto del nipote del pontefice, il cardinale Francesco Condulmer. Al ritorno fu catturato dal capitano di ventura Bartolomeo da Gualdo, al servizio di Niccolò della Stella, e liberato con il pagamento di 3 000 ducati, poi indennizzato dal governo bresciano. Tornò quindi in città nel 1436, per cominciare i lavori di ricostruzione del palazzo vescovile, anche se non ricevette i fondi promessi da Venezia. Si allontanò nuovamente l'anno dopo a causa di un nuovo conflitto tra Milano e Venezia, culminato nell'assedio di Brescia nel 1438, seguito da una carestia e la peste; altri sacerdoti seguirono l'esempio del vescovo e lasciarono la città. Nel 1439 partecipò al concilio di Firenze.
Il disinteresse per la comunità nei momenti di crisi mostrato al vescovo portarono il popolo bresciano a chiedere a papa Eugenio IV a trasferire il presule. Il 23 marzo 1442 Marerio fu quindi nominato vescovo di Montefiascone e Corneto, dove sostituì Bartolomeo Vitelleschi, fedele all'antipapa Felice V. In questa sede, vescovo entrò in conflitto, tra il 1445 e il 1446, anche con questa comunità: tentò di privare i cornetani delle condizioni favorevoli sull'acquisto del sale proveniente da Civitavecchia. La cittadinanza si rivolse al papa, il quale attraverso Ludovico Scarampo, cardinale, patriarca di Aquileia e camerlengo apostolico, impose al vescovo di rispettare le consuetudini favorevoli ai cittadini.
Marerio morì nel 1449 a Corneto e fu sostituito da Bartolomeo Vitelleschi, nel frattempo riconciliatosi con il nuovo papa Niccolò V.

## Stemma
- Di rosso a tre gheroni accostati d'argento, cimati ciascuno di una rosa dello stesso, bottonata d'oro.[3]